# Cronologia dei computer fino al 1950
Questa voce presenta una cronologia di eventi nella storia dei computer dall'Antichità al 1950. Per una narrazione in prosa, si veda la voce Storia del computer o Storia dell'informatica.

## 4000 a.C. – 300 d.C.
| Data                | Luogo                | Avvenimento | Immagine |
| ------------------- | -------------------- | --- | -------- |
| 4000 – 1600 a.C.    | Mesopotamia          | In Mesopotamia vengono utilizzati dei cilindri che, quando rullati lungo una tavoletta umida, lasciano un rilievo di quanto vi è stato in essi scavato; ciò consiste in un "marchio" del proprietario. Poiché l'immagine scavata nella pietra appare sulla tavoletta con un disegno a rilievo ben definito, è virtualmente impossibile duplicarlo o contraffarlo. |          |
| 2700 – 2300 a.C.    | Mesopotamia          | I Sumeri inventano il proprio abaco, un tipo di tavoletta formata da colonne susseguenti già tracciate, che delimitano gli ordini di grandezza del sistema numerico sessagesimale da loro utilizzato. Grazie alla manipolazione intelligente di piccole palline o righe sull'abaco, i Sumeri sono ora capaci di eseguire ogni sorta di calcolo. |          |
| 2500 a.C. circa     | Cina                 | Uno strumento che sarà di estrema utilità per la misura del tempo è lo "gnomone", che consiste essenzialmente di un bastone piantato verticalmente in terra; è il padre della meridiana e sembra sia stato usato per la prima volta dai Cinesi. |          |
| 1200 – 146 a.C      | Grecia               | Gli Spartani utilizzano due bacchette uguali tra loro (scitale), una presso il mittente, l'altra presso il ricevente. Quando si vuole trasmettere un'informazione, si arrotola a spirale una sottile fettuccia di papiro o di pergamena sulla bacchetta e si scrive il testo sulla fettuccia arrotolata. Il testo può essere rilevato solo riavvolgendo la striscia sulla bacchetta eguale del destinatario. Lo si può considerare un primo esempio di crittografia.                                                                |          |
| 500 a.C. circa      | India                | Il grammatico Pāṇini formula la grammatica del sanscrito in 3959 regole nell'opera altamente sistematizzata e tecnica Aṣṭādhyāyī. Pāṇini impiega metaregole, trasformazioni e ricorsioni. |          |
| V secolo a.C.       | Grecia               | Prima evidenza archeologica dell'utilizzo da parte dei Greci dell'abaco: consiste in una tavoletta fatta di legno o marmo, preimpostata con piccoli contatori in legno o metallo adatti ai calcoli matematici. I Persiani al tempo di Dario utilizzeranno questo abaco, e dopo di loro gli Etruschi e i Romani. |          |
| 400 a.C. – 400 d.C. | India                | I matematici indiani inventano i logaritmi e sviluppano la notazione posizionale decimale per i numeri, lo zero e i numeri negativi, e compiono i primi studi sulle funzioni trigonometriche seno e coseno. Queste conoscenze giungeranno in Europa attraverso i matematici arabi. |          |
| 300 a.C.            | Mesopotamia          | Un antico strumento di calcolo simile all'abaco è la Tavola di Salamina (originariamente pensata per essere un giocattolo), usata dai Babilonesi e scoperta nel 1846 sull'isola di Salamina. |          |
| 125 a.C. circa      | Sicilia              | La macchina di Anticitera, nota anche come meccanismo di Antikythera, è il più antico calcolatore meccanico conosciuto, datato tra il 150 e il 100 a.C. o, secondo ipotesi più recenti, al 250 a.C. Si trattava di un sofisticato planetario, mosso da ruote dentate, che serviva per calcolare il sorgere del sole, le fasi lunari, i movimenti dei cinque pianeti allora conosciuti, gli equinozi, i mesi, i giorni della settimana e ‒ secondo uno studio pubblicato su Nature ‒ le date dei giochi olimpici.                    |          |
| 100 – 44 a.C.       | Europa               | In crittografia il cifrario di Cesare è uno dei più antichi algoritmi crittografici di cui si abbia traccia storica. È un cifrario a sostituzione monoalfabetica in cui ogni lettera del testo in chiaro è sostituita nel testo cifrato dalla lettera che si trova un certo numero di posizioni dopo nell'alfabeto. Questi tipi di cifrari sono detti anche cifrari a sostituzione o cifrari a scorrimento a causa del loro modo di operare: la sostituzione avviene lettera per lettera, scorrendo il testo dall'inizio alla fine. |          |
| I secolo d.C.       | Alessandria d'Egitto | Il distributore automatico e alcuni schemi per le porte automatiche (usate nei templi con l'aiuto dell'energia del vapore; vedi Macchina di Erone) vengono descritti per la prima volta da Erone di Alessandria nel I secolo a.C. |          |
| I secolo d.C.       | Impero Romano        | Prima evidenza archeologica dell'"abaco portatile" romano: consiste in una piccola piastra di metallo con slot paralleli lungo i quali possono scorrere perline mobili; ognuna è associata a un ordine di grandezza numerico. |          |
| 83 d.C.             | Cina                 | Wang Ch'ung descrive chiaramente una bussola che, apparentemente, è però usata esclusivamente per scopi divinatori. |          |
| 125 d.C.            | Cina                 | Zang Heng porta a tre gli anelli armillari, e combinandoli con un orologio ad acqua costruisce il prototipo di un moderno planetario (inventato nel 52 a.C. da Ken Shou Ch'ang, un anello armillare è un cerchio metallico che rappresenta l'equatore e che viene usato per traguardare le stelle). |          |
| 260 d.C. circa      | Cina                 | Vengono inventati in Cina i primi sistemi con differenziale. Sono stati ritrovati nei carri di Ma Chün risalenti a questo periodo. |          |
| 300 d.C. circa      | Cina                 | I Cinesi cominciano a sviluppare l'abaco. |          |

## 725 – 1623
| Data        | Luogo                                         | Avvenimento | Immagine |
| ----------- | --------------------------------------------- | --- | -------- |
| 725         | Cina                                          | Il bilanciere, la parte essenziale dell'orologio meccanico, viene inventato in Cina. L'inventore cinese Liang Lingzan costruisce il primo orologio meccanico completo. |          |
| 820         | Persia                                        | Muḥammad ibn Mūsā al-Khwārizmī descrive la costruzione dell'astrolabio, che probabilmente apprese da fonti elleniche. Ma la sua fama è fondata soprattutto sul trattato di algebra, ritenuto di fondamentale importanza per lo sviluppo di questa disciplina, tanto che dal nome del suo autore, deformato da un traduttore in Algorithmi, derivò il termine algoritmo, ancor oggi denotante uno schema di calcolo. |          |
| 850         | Penisola Araba (attuale Iraq)                 | Al-Kindī è un pioniere della crittoanalisi e della crittologia. Gli è attribuito lo sviluppo di un metodo secondo il quale la frequenza dell'occorrenza delle lettere può essere analizzata ed utilizzata per rompere un codice (crittoanalisi per analisi delle frequenze). Ciò è dettagliato in un testo recentemente riscoperto in un archivio ottomano a Istanbul, manoscritto che copre anche metodi di crittoanalisi, cifratura, crittoanalisi di alcune cifrature e analisi statistiche di lettere e combinazioni di lettere in arabo. |          |
| 850         | Baghdad                                       | I fratelli Banū Mūsā, nell'opera Libro sui Dispositivi Ingegnosi, descrivono «il primo strumento musicale meccanico conosciuto», in questo caso un organo ad acqua che suona cilindri intercambiabili automaticamente. Hanno anche inventato un suonatore di flauto automatico. |          |
| 876         | India                                         | Il simbolo per lo zero è usato in un'iscrizione risalente all'876 d.C in India. È il primo riferimento noto a questo simbolo, sebbene il concetto potrebbe essere stato concepito in precedenza. Infatti, lo zero fa una sua prima comparsa già tra i Babilonesi. Durante il periodo seleucide (III secolo a.C. – 0) lo zero assume la funzione di segnaposto. Infine in India diviene un numero in piena regola, ed è qui che nasce anche la notazione posizionale (vedi Brahmagupta). |          |
| 967         | Europa                                        | Silvestro II, attorno all'anno Mille (967), riprende l'abaco romano, rimpiazza i gettoni, allora in uso esclusivo, con dei caratteri arabi mobili aventi, ciascuno, un proprio valore, facendo disporre le unità dei diversi ordini in colonne raggruppate in gruppi di tre. L'operazione di addizione era di semplicissima esecuzione e per eseguirla non era più necessario saper scrivere. L'abaco di Silvestro II viene successivamente suddiviso in strisce, attribuite ciascuna ai vari ordini numerici, provviste di palline scorrevoli, pervenendo così al pallottoliere, adattato a diversi sistemi di numerazione. |          |
| 1000        | Europa                                        | Silvestro II impone il sistema numerico arabo e l'uso dello zero ai Cristiani. |          |
| 1000 circa  | Persia                                        | Abū Rayhān al-Bīrūnī inventa il planisfero (una carta celeste) e il primo astrolabio lunisolare con ingranaggi, una primitiva macchina per l'elaborazione delle conoscenze astronomiche fissa con fili, ingranaggi e riduttore di velocità. |          |
| 1015 circa  | Penisola Iberica                              | Abū Ishāq Ibrāhīm al-Zarqālī inventa l'equatorium, un calcolatore analogico meccanico usato per trovare le longitudini e le posizioni della Luna, del Sole e dei pianeti utilizzando un modello geometrico per rappresentare la posizione dei corpi celesti. |          |
| XII secolo  | Europa                                        | Il segno indiano per lo zero viene introdotto in Europa. Gli aritmetici europei da adesso fanno i propri calcoli con lo zero e le nove cifre "indo-arabe". Inoltre, le regole dell'aritmetica, di origine indiana, sono adesso chiamate algoritmi. |          |
| 1150 circa  | Penisola Iberica                              | Jabir ibn Aflah, un astronomo arabo, inventa il torquetum, uno strumento per le osservazioni e calcolatore analogico meccanico utilizzato per le trasformazioni tra sistemi di coordinate sferiche. È stato progettato per ricevere e convertire misure in tre set di coordinate: orizzontale, equatoriale, e eclittica. |          |
| XIII secolo | Cina                                          | In questo periodo troviamo i primissimi documenti che illustrano l'utilizzo dell'abaco cinese (suan pan). Lo si troverà anche in Giappone come Soro-Ban e in Russia come Stchote. |          |
| 1206        | Stato degli Artuqidi (attuale Turchia, Siria) | Al-Jazari, un ingegnere arabo, inventa svariati automi e produce numerose altre innovazioni tecnologiche. Fra queste vi sono progetti di manichini umanoidi programmabili: questo sembra sia stato il primo tentativo scientifico di costruzione di robot. Inventa anche l'orologio da castello, un orologio astronomico che mostra lo zodiaco, le orbite solari e lunari, con integrato un sistema che consente l'apertura di porte automatiche a ogni ora. La lunghezza del giorno e della notte poteva essere riprogrammata ogni giorno in modo da venire incontro ai cambiamenti della durata di entrambi durante l'anno. |          |
| 1221        | Isfahan (attuale Iran)                        | L'astronomo persiano Abi Bakr di Isfahan inventa un astrolabio di ottone basandosi sul progetto del calcolatore analogico meccanico di Abū Rayhān al-Bīrūnī. L'astrolabio con ingranaggi di Abi Bakr usa un set di ruote dentate ed è la più antica macchina meccanica completa finora ritrovata. |          |
| 1247        | Cina                                          | Risale a quest'anno la prima evidenza di un segno cinese per lo zero. |          |
| 1275        | Palma di Maiorca, Spagna                      | Nella sua Ars compendiosa inveniendi veritatem, Raimondo Lullo suggerisce uno schema di «meccaniche sillogistiche», una sorta di strumento combinatorio che è chiaramente ispirato alla zā 'irjat araba, che consisteva, stando alle sue parole, in «un metodo universale destinato a dimostrare le verità della fede». Alcuni informatici considerano Lullo come una specie di padre fondatore, asserendo che con il suo sistema logico abbia avuto inizio la scienza dell'informazione. Leibniz fu influenzato da Lullo e dal lullismo: il filosofo teologo e logico spagnolo aveva infatti pensato di sviluppare una «grande arte primitiva» (Ars magna primitiva) tramite cui ridurre la complessità delle proposizioni a termini semplici e primitivi e mostrare come tutte le proposizioni fossero ottenibili da un numero di combinazioni, enorme, ma finito e calcolabile, di tali termini. |          |
| 1416        | Persia (attuale Iran)                         | Jamshīd al-Kāshī inventa la Piastra delle Congiunzioni, un calcolatore analogico usato per determinare il momento della giornata in cui si verificano le congiunzioni planetarie, e per eseguire interpolazioni lineari. Al-Kāshī ha inventato anche un «calcolatore planetario» meccanico, che ha chiamato la Piastra delle Zone, che poteva risolvere graficamente un certo numero di problemi planetari, tra cui la predizione delle posizioni vere in longitudine del Sole, della Luna, e dei pianeti; le latitudini del Sole, della Luna e dei pianeti; e l'eclittica del Sole. Lo strumento integrava anche un'alidada e un righello. |          |
| 1450 circa  | Sud India                                     | La Scuola dell'Astronomia e delle Matematiche del Kerala inventa il sistema numerico a virgola mobile. |          |
| 1490 – 1505 | Italia                                        | In alcuni manoscritti di Leonardo da Vinci databili tra il 1490 e il 1505, oggi conosciuti come Codici di Madrid, viene descritto un congegno meccanico che potrebbe costituire l'unità di calcolo di una calcolatrice meccanica. |          |
| 1495        | Italia                                        | L'automa cavaliere (a volte chiamato anche robot di Leonardo) è un automa meccanico umanoide progettato da Leonardo da Vinci intorno al 1495; non è dato sapere se fu realizzato o no. |          |
| 1593        | Cina                                          | Fa la sua comparsa la prima descrizione di un moderno abaco in Cina. |          |
| 1617        | Scozia                                        | Nepero pubblica il libro Rabdologiae, pubblicato pochi anni dopo anche in Italia con il titolo Raddologia, overo arimmetica virgolare in due libri divisa… nel quale descrive l’uso dei bastoni di calcolo che costituiscono una delle tappe importanti nell'evoluzione degli strumenti matematici. I "Bastoni di Nepero", detti anche "Ossa" con probabile riferimento al materiale con cui vennero spesso costruiti, sono una serie di asticelle su cui sono riportate le "tabelline" dei numeri da 1 a 9 scritte in modo da rendere estremamente semplice la moltiplicazione di numeri composti da diverse cifre. |          |
| 1620        | Inghilterra                                   | Viene inventato il regolo calcolatore dal britannico Edmund Gunter. Sarà migliorato nel 1623 da William Oughtred (regolo circolare), nel 1654 da Robert Bissaker, nel 1671 da Seth Partridge, fino a ricevere la usa forma moderna nel 1750 dalle mani di Leadbetter. Nell'immagine: regolo contemporaneo. |          |
| 1623        | Germania                                      | Il tedesco Wilhelm Schickhard progetta e costruisce una macchina addizionatrice, chiamata Orologio Calcolatore, che però non avrà alcun impatto sullo sviluppo dei calcolatori meccanici. |          |

## 1642 – 1847
| Data | Luogo       | Avvenimento | Immagine |
| ---- | ----------- | --- | -------- |
| 1642 | Francia     | Il filosofo francese Blaise Pascal inventa a diciannove anni la prima macchina capace di sommare e sottrarre numeri attraverso la tecnica del riporto automatico, chiamata anche Pascalina. |          |
| 1656 | Olanda      | A partire dal 1656, Huygens è in grado di costruire orologi a pendolo piuttosto precisi, basati su meccanismi di ruote dentate. |          |
| 1666 | Inghilterra | Sir Samuel Morland (1625-1695) produce una macchina addizionatrice non-decimale, adatta per l'utilizzo con denaro inglese. |          |
| 1671 | Germania    | Leibniz costruisce una macchina potenzialmente in grado di eseguire anche moltiplicazioni, divisioni ed estrazioni di radici quadrate, chiamata Stepped Reckoner. |          |
| 1703 | Francia     | Leibiniz pubblica sulla rivista dell'Accademia delle Scienze di Parigi, un articolo dal titolo Spiegazione dell'aritmetica binaria che si serve solo dei caratteri 0 e 1 con annotazioni sulla sua utilità e sulla luce che essa getta riguardo alle antiche figure cinesi di Fohy. Leibniz concepisce l'idea che il sistema binario sia il più idoneo per progettare macchine calcolatrici. |          |
| 1709 | Italia      | Giovanni Poleni inventa una macchina addizionatrice: a differenza delle precedenti, era azionata non manualmente, ma da una serie di pesi grazie ai quali venivano fatti ruotare i meccanismi, esattamente come accadeva in alcuni orologi, ma l’idea forse più innovativa di Poleni consiste nel fatto che la macchina era costituita in modo da separare nettamente la parte di impostazione dei dati da quella del calcolo vero e proprio, cosa che ritroveremo praticamente in tutte le macchine progettate a partire dal XIX secolo. |          |
| 1774 | Germania    | Philipp Matthäus Hahn progetta una delle primissime calcolatrici meccaniche. |          |
| 1775 | Inghilterra | Charles Stanhope progetta e costruisce una macchina moltiplicatrice di successo, simile a quella di Leibniz. |          |
| 1786 | Germania    | L'ingegnere tedesco J. H. Müller descrive l'idea di una macchina differenziale in un libro pubblicato nel 1786, ma, non riuscendo a trovare i fondi necessari, non può realizzarla. |          |
| 1804 | Francia     | Le schede perforate controllano il telaio di Joseph Marie Jacquard, dove un buco nella scheda indica un uno binario e di conseguenza un punto non perforato indica lo zero binario. Il telaio di Jacquard era molto distante da un moderno calcolatore, ma dimostrava che le macchine potevano essere guidate da sistemi binari. |          |
| 1820 | Francia     | Charles-Xavier Thomas de Colmar inventa l'"Aritmometro", che dopo trent'anni di sviluppo diventa, nel 1851, la prima calcolatrice meccanica per la massa. Un operatore poteva eseguire lunghe moltiplicazioni e divisioni velocemente ed efficacemente, attraverso un accumulatore mobile per il risultato. Questa macchina si basava sulle precedenti calcolatrici di Pascal e Leibniz. |          |
| 1822 | Regno Unito | Charles Babbage progetta la Macchina Differenziale, una macchina per il calcolo dei logaritmi e delle funzioni trigonometriche. |          |
| 1832 | Regno Unito | Charles Babbage e Joseph Clement producono un prototipo della Macchina Differenziale, che opera su numeri a 6 cifre e differenze di secondo ordine (cioè può tabulare polinomi quadratici). La macchina completa, che sarebbe stata grande quanto una stanza, avrebbe operato su differenze di sesto ordine con numeri di circa 20 cifre, e su differenze di terzo ordine con numeri di 30 cifre. Ogni addizione sarebbe stata eseguita in due fasi, la seconda considerando ogni riporto generato nella prima. Le cifre in output sarebbero state perforate su una piastra di metallo morbido. Ma con molte difficoltà, non si andò oltre questo prototipo. |          |
| 1833 | Regno Unito | Charles Babbage concepisce e inizia a progettare la sua Macchina Analitica decimale. |          |
| 1835 | USA         | Joseph Henry inventa il relè elettrico, che permette alla corrente di viaggiare per lunghe distanze dalla propria origine. |          |
| 1842 | Francia     | Brevettato per la prima volta da Timoleon Maurel, l'Arithmaurel è una calcolatrice meccanica dalla interfaccia utente molto intuitiva, specialmente per moltiplicare e dividere i numeri, poiché il risultato viene visualizzato mentre gli operandi vengono immessi. Sfortunatamente le sue complessità e fragilità le negarono la produzione industriale. |          |
| 1842 | Regno Unito | La costruzione della Macchina Differenziale di Babbage viene ufficialmente sospesa. Gli sforamenti del budget sono stati considerevoli (furono spese £17.470, che nel 2004, sarebbero state circa £1.000.000) |          |
| 1843 | Svezia      | Per Georg Scheutz costruisce una copia funzionante della Macchina differenziale di Charles Babbage e ne da una dimostrazione all'esposizione di Londra. |          |
| 1846 | Regno Unito | Charles Babbage inizia a lavorare a una Macchina Differenziale migliorata (la Macchina Differenziale No.2), capace di calcolare numeri a 31 cifre e differenze di settimo ordine. |          |
| 1847 | Regno Unito | Il matematico britannico George Boole sviluppa l'algebra binaria (algebra booleana) che sarà ampiamente usata nella progettazione e nelle operazioni dei calcolatori binari, a partire da un secolo più tardi. |          |

## 1851 – 1930
| Data       | Luogo       | Avvenimento | Immagine |
| ---------- | ----------- | --- | -------- |
| 1851       | Francia     | Dopo trent'anni di sviluppo, Thomas de Colmar lancia l'industria delle calcolatrici meccaniche, avviando la produzione di un Aritmometro semplificato (inventato nel 1820). |          |
| 1853       | Svezia      | La prima macchina differenziale funzionante viene costruita dagli ingegneri svedesi Georg e Edvard Scheutz e si basa sui progetti di Babbage; la costruzione fu resa possibile dal finanziamento del governo svedese. La macchina degli Scheutz poteva computare polinomi di quarto grado su numeri a 15 cifre. In foto: terza macchina differenziale degli Scheutz. |          |
| 1856       | USA         | La macchina differenziale degli Scheutz viene venduta al Dudley Observatory in Albany, New York. |          |
| 1857       | Regno Unito | Il governo britannico ordina un modello della macchina differenziale degli Scheutz, che viene costruito dalla compagnia di Bryan Donkin. |          |
| 1859 circa | Svezia      | Martin Wiberg produce una nuova versione della macchina differenziale, intesa per scrivere tassi di interesse (1860) e tavole logaritmiche (1875). |          |
| 1869       | Regno Unito | La prima pratica macchina logica (abaco logico) viene costruita da William Stanley Jevons. |          |
| 1871       | Regno Unito | Charles Babbage produce un prototipo del mill e della stampante della Macchina Analitica. |          |
| 1878       | USA         | Ramòn Verrea, uno spagnolo residente a New York, brevetta un piccolo dispositivo capace di eseguire qualunque moltiplicazione tra numeri con più di due cifre, in modo completamente automatico. |          |
| 1878       | Regno Unito | Un comitato esamina la fattibilità del completamento della Macchina Analitica e conclude che per mancanza di fondi, è impossibile. |          |
| 1885       | USA         | Dorr Felt sviluppa il Compometro, la prima macchina in cui gli operandi sono immessi premendo pulsanti piuttosto che per composizione. Sarà brevettato nel 19 Luglio e nell'11 Ottobre del 1887. |          |
| 1886       | USA         | Primo impiego del sistema tabulatore di Herman Hollerith, nel Baltimore Department of Health. |          |
| 1887       | USA         | Herman Hollerith presenta una domanda di brevetto per un Integrating Tabulator (concessa nel 1890). |          |
| 1889       | USA         | Primo impiego dell'Integrating Tabulator nell'Office of the Surgeon General of the Army. |          |
| 1890       | USA         | Herman Hollerith trova un modo per semplificare la gestione delle informazioni dell'U.S. Census, basato sulle schede perforate. |          |
| 1891       | USA         | William Burroughs introduce una macchina addizionatrice con stampante. |          |
| 1899       | Giappone    | Yazu Ryoichi conduce indipendentemente ricerche sulle macchine calcolatrici, e dopo aver ottenuto un brevetto, inizia a produrre la prima macchina calcolatrice da tavolo giapponese nel 1903. |          |
| 1900 circa | USA         | La Standard Adding Machine Company rilascia la prima macchina addizionatrice a 10 tasti. |          |
| 1901       | USA         | Herman Hollerith sviluppa la prima scheda con tasti numerici per perforare le schede nelle macchine tabulatrici. |          |
| 1902       | USA         | Viene costruito il primo modello della macchina addizionatrice di Dalton. Remington la pubblicizza come la prima macchina addizionatrice a 10 tasti con stampante. |          |
| 1905       | Giappone    | Ichitaro Kawaguchi, un ingegnere del Ministero delle Comunicazioni e dei Trasporti, costruisce la Kawaguchi Electric Tabulation Machine, il primo calcolatore elettromeccanico giapponese, utilizzato per tabulare alcuni dei risultati dello Studio Statistico Demografico del 1904.                                                                                |          |
| 1906       | Regno Unito | Henry Babbage, il figlio di Charles, con l'aiuto della firma di R. W. Munro, completa il "mill" della Macchina Analitica del padre, per dimostrare che funzionava. Funzionò, ma la macchina completa non venne prodotta. |          |
| 1906       | USA         | L'audion (un tubo a vuoto), viene inventato dall'ingegnere elettrico americano Lee De Forest. |          |
| 1906       | USA         | Herman Hollerith introduce un tabulatore con un pannello di controllo (plugboard) i cui fili possono essere ricollegati per adattare la macchina a differenti applicazioni. I pannelli di controllo erano ampiamente utilizzati per direzionare i calcoli delle macchine fino all'avvento dei programmi memorizzati, negli anni Cinquanta.                           |          |
| 1924       | Germania    | Walther Bothe costruisce un porta logica AND – il circuito di coincidenza, per usarlo negli esperimenti di fisica. I circuiti digitali fanno un uso massiccio di questa tecnica. |          |
| 1925       | USA         | Vannevar Bush, un ingegnere americano, sviluppa il Product Integraph, un calcolatore analogico meccanico che può eseguire alcuni passaggi necessari alla soluzione di equazioni differenziali. |          |
| 1928       | USA         | IBM ridisegna la scheda perforata per contenere 80 colonne, circa il doppio della capacità precedente. Il nuovo design brevettato, caratterizzato da buchi rettangolari e chiamato «IBM card», diventa così popolare che il nome essenzialmente diventa un sinonimo di scheda perforata.                                                                             |          |
| 1930       | USA         | Vannevar Bush, per la soluzione di equazioni differenziali di ordine superiore, concepisce il Differential Analyzer. È un calcolatore analogico e versatile, prettamente meccanico, che può eseguire calcoli per la progettazione di reti elettriche. In foto: un tecnico sta preparando un report di dati con un Differential Analyzer.                             |          |
| 1930       | Regno Unito | Il fisico gallese Charles Eryl Wynn-Williams, usa un anello di tubi di tiratrone per costruire un contatore digitale binario che conta le particelle alfa. |          |

## 1931 – 1940
| Data             | Luogo       | Avvenimento | Immagine |
| ---------------- | ----------- | --- | -------- |
| 1931             | Austria     | Il matematico e logico austriaco Kurt Gödel pubblica il suo famoso Teorema dell'Incompletezza, che dimostra che qualunque sistema sufficientemente potente per contenere l'aritmetica o è auto-contraddittorio o contiene proposizioni indecidibili all'interno del sistema (ovvero non vi è alcuna sequenza formale di ragionamento, generata dalle regole del sistema, che può o provare la proposizione o provare il suo contrario). I teoremi di incompletezza di Gödel sono stati usati più di una volta come argomento a favore del fatto che la mente umana sia essenzialmente superiore a un computer.                  |          |
| 1931             | USA         | IBM introduce l'IBM 601 Multiplying Punch, una macchina elettromeccanica che può leggere due numeri, di massimo 8 cifre, da una scheda e perforare il loro prodotto sulla stessa scheda. |          |
| 1934 – 1936      | Giappone    | L'ingegnere della NEC Akira Nakishima pubblica una serie di documenti, introducendo la teoria del circuito a switch. Questo getta le basi della progettazione del circuito digitale nei calcolatori digitali e in altre aree della moderna tecnologia. |          |
| 1934             | USA         | Wallace Eckert della Columbia University collega un IBM 285 Tabulator, uno 016 Duplicating Punch e un IBM 601 Multiplying Punch con uno switch sequencer controllato a camma che aveva progettato. Il sistema combinato venne usato per automatizzare l'integrazione di equazioni differenziali. |          |
| 1936             | Regno Unito | Alan Turing pubblica un documento sui «numeri computabili», che riformulava i risultati di Kurt Gödel (vedi lavoro relativo di Alonzo Church). Il suo documento affronta il famoso problema «Entscheidungsproblem», la cui soluzione viene ricercata, attraverso il ragionamento, studiando un semplice e teoretico calcolatore, noto oggi come Macchina di Turing. Per molti versi, questo dispositivo era molto più conveniente del sistema formale universale basato sull'aritmetica di Gödel. |          |
| 1937             | USA         | George Stibitz costruisce un adder binario da 1-bit usando relè. Questo è uno dei primi calcolatori binari e sebbene a questo stadio sia solo una macchina dimostrativa, i miglioramenti portarono al Complex Number Calculator del Gennaio 1940. |          |
| 1937             | USA         | Claude E. Shannon pubblica un documento sull'implementazione della logica simbolica usando i relè (è la sua tesi di master al MIT). Cita ed elabora il lavoro precedente sulla teoria dei circuiti a switch di Akira Nakashima. |          |
| 1938             | Germania    | Lo Z1 di Konrad Zuse diviene operativo: La macchina era essenzialmente un adder e un subtracter a virgola mobile a 22 bit; una tastiera decimale era usata per l'input, e l'output consisteva di cifre decimali; la macchina includeva una logica di controllo che le consentiva di eseguire operazioni più complesse come moltiplicazioni e divisioni; le moltiplicazioni erano ripetizioni di addizioni, e le divisioni lo erano di sottrazioni; la moltiplicazione impiegava circa 5 secondi; aveva una velocità di clock di 1 Hz, e due registri a virgola mobile, ognuno di 22 bit. Comunque la macchina era inaffidabile. |          |
| 1939             | USA         | William Hewlett e David Packard istituiscono la Hewlett-Packard (HP) nel garage di Packard a Palo Alto. |          |
| 1939             | Germania    | Konrad Zuse completa lo Z2, un calcolatore a relè e meccanico creato nel 1939: impiegava una memoria meccanica simile allo Z1 ma rimpiazzava l'aritmetica e la logica di controllo con 600 circuiti a relè elettrici; usava un'aritmetica a punto fisso a 16 bit; la dimensione della memoria era di 64 parole; aveva una velocità di clock di 3 Hz. |          |
| 9 Settembre 1940 | USA         | George Stibitz e Samuel B. Williams eseguono un'operazione in remoto di un calcolatore a New York dal Dartmouth College, usando un telex collegato a un Bell Telephone Lab Computer Model 1, anche chiamato Complex Number Calculator (CNC). |          |

## 1941 – 1949
| Data             | Luogo       | Avvenimento | Immagine |
| ---------------- | ----------- | --- | -------- |
| 1941             | Germania    | Konrad Zuse è considerato il "padre del computer" in Germania in quanto costruisce la prima macchina programmabile al mondo, cioè lo Z3. Usava 2600 relè telefonici e il sistema numerico binario e lavorava con l'aritmetica a virgola mobile; aveva una velocità di clock di 5 Hz, e per la moltiplicazione e divisione occorrevano 3 secondi; l'input era dato con una tastiera decimale, e l'output lo era con lampade che potevano mostrare numeri decimali; la lunghezza delle parole era di 22 bit, e la dimensione della memoria era di 64 parole. |          |
| 1942             | USA         | John Atanasoff e Clifford Berry completano lo sviluppo dell'ABC (Atanasoff-Berry Computer): la macchina possedeva circa 270 tubi a vuoto; 210 controllavano l'unita aritmetica, 30 controllavano e il lettore e perforatore di schede e i restanti aiutavano a mantenere le cariche nei condensatori; era lento, richiedeva la costante presenza dell'operatore e non era programmabile; usava matematica binaria e logica booleana per risolvere equazioni lineari simultaneamente; tutti i calcoli erano eseguiti usando switch elettronici piuttosto che meccanici, e la computazione e la memoria erano separate.                                                                         |          |
| 1942             | Germania    | Helmut Hölzer costruisce un calcolatore analogico per calcolare e simulare le traiettorie dei razzi V-2. |          |
| 1942             | Germania    | Konrad Zuse sviluppa l'S1, il primo calcolatore a processi, usato da Henschel per misurare la superficie degli anelli. |          |
| 1943             | Regno Unito | Gli inglesi danno vita a un gruppo di esperti, guidati da Maxwell Herman e Alexander Newman, per infrangere la segretezza del codice di Enigma, quindi nel 1943 viene completata la Heath Robinson, una macchina elettromeccanica che però non poteva sostenere i ritmi necessari. |          |
| 1943             | USA         | George Stibitz produce un nuovo calcolatore che «poteva almeno stimare espressioni polinomiali» trasportando fuori le istruzioni che gli erano comunicate attraverso strisce di carta perforate prese da una telestampante: il Bell Labs Relay Computer Model 2, anche chiamato Relay Interpolator. |          |
| 1943             | Regno Unito | Diviene disponibile un prototipo del Colossus Mark 1, una macchina progettata non per general-purpose (al progetto lavorò anche Alan Turing, che però aveva concentrato i suoi sforzi, in quegli anni, sul concetto di una macchina universale), ma per identificare le chiavi di codifica attraverso un complesso sistema di confronto e riscontro tra le chiavi sotto esame e il testo cifrato; era semi-programmabile e aiutava a decifrare i messaggi criptati usando la macchina di Lorenz. Per ragioni di sicurezza, alla fine della Seconda guerra mondiale, sia Colossus che i suoi piani di progetto furono distrutti. In foto: replica interamente funzionante del Colossus Mark 2. |          |
| 1944             | USA         | IBM aveva cominciato a lavorare sui calcolatori durante gli anni della guerra con l'Harvard Mark 1 (anche noto come IBM Automatic Sequence Controlled Calculator): completato nel 1944, sarà presentato all'Università di Harvard; era essenzialmente un calcolatore elettromeccanico che poteva eseguire automaticamente grandi computazioni; è stato progettato da Howard Aiken per aiutarsi nel calcolo di equazioni differenziali; eseguiva addizioni in meno di un secondo, moltiplicazioni in 6 secondi e divisioni in circa 12 secondi. In foto: dispositivi di input/output. |          |
| 1945             | Germania    | Konrad Zuse sviluppa Plankalkül, il primo linguaggio di programmazione ad alto livello. Nello stesso anno presenta lo Z4. |          |
| 1945             | USA         | Vannevar Bush sviluppa la teoria del «memex», un dispositivo ipertestuale collegato a una libreria di libri e film. |          |
| 1945             | USA         | John von Neumann pubblica un report descrivendo il futuro calcolatore EDVAC (Electronic Discrete Variable Automatic Computer): First Draft of a Report on the EDVAC include la prima descrizione del progetto di un computer a programma memorizzato, che darà i natali all'espressione "architettura di von Neumann". Esso direttamente o indirettamente influenzerà tutti i progetti successivi, specialmente l'EDSAC. Il team di progettazione includeva John W. Mauchly e J. Presper Eckert. In foto: schema dell'architettura di von Neumann. |          |
| Febbraio 1946    | USA         | L'ENIAC (Electronic Numerical Integrator and Computer) è uno dei più grandi calcolatori digitali elettronici general-purpose: fu completato nel 1946 e rimase in funzione fino al 1955; era usato per integrare equazioni balistiche e per calcolare le traiettorie dei proiettili navali; il costo originale della macchina era circa 500000 $. |          |
| Febbraio 1946    | Regno Unito | Alan Turing viene assunto al National Physical Laboratory, che gli affida il progetto di una nuova macchina a cui viene dato il di ACE (Automatic Computer Engine), ma gli scarsi fondi e l'ambiente di lavoro poco stimolante lo spingono presto ad abbandonare il progetto. |          |
| 1946             | Regno Unito | La trackball viene inventata come parte di un sistema di radar chiamato Comprehensive Display System (CDS) da Ralph Benjamin, presso il British Royal Navy Scientific Service. Il progetto di Benjamin usava calcolatori analogici per calcolare la posizione futura dei bersagli aerei basata su svariati punti iniziali forniti dall'utente con un joystick. Benjamin sentì che era necessario un dispositivo di input più elegante e inventò la trackball per questo scopo. Il dispositivo fu brevettato nel 1947, ma fu costruito solo un prototipo che fu tenuto nascosto al di fuori dell'ambiente militare.                                                                            |          |
| 1947             | Regno Unito | Viene sviluppato il primo linguaggio assembly da Kathleen Booth a Birkbeck, a seguito del lavoro con John von Neumann e Herman Goldstine all'Institute for Advanced Study. |          |
| 1947             | Regno Unito | Il Birkbeck ARC, il primo di tre macchine sviluppate a Birkbeck, Università di Londra, da Andrew Booth e Kathleen Both, diviene operativo. |          |
| 16 Dicembre 1947 | USA         | John Bardeen, William B. Shockley e Walter Houser Brattain, lavorando ai Bell Labs, eseguono l'esperimento che risulterà nel primo riconoscimento del transistor: il transistor sarà annunciato al pubblico nel 1948. |          |
| 1947             | USA         | La Association for Computing Machinery (ACM) viene fondata come prima società informatica scientifica ed educativa, a New York. |          |
| 1948             | USA         | IBM finisce il SSEC (Selective Sequence Electronic Calculator): è il primo calcolatore capace di modificare un programma memorizzato. |          |
| Giugno 1948      | Regno Unito | Viene messa il funzione a Manchester la Small Scale Experimental Machine (o anche, "Baby") e per poter effettuare i test, Frederic Calland Williams e il suo assistente Tom Kilburn, dotano la macchina di un "instruction set", insieme di istruzioni: la SSEM si può programmare. Gli stessi scienziati scoprirono che il CRT poteva essere usato come memoria per i calcolatori. |          |
| 1948             | USA         | IBM introduce l'IBM 604 Electronic Calculating Punch, che presenta il primo sistema assemblato con componenti elettronici sostituibili; è possibile quindi rimuovere un componente difettoso e inserire un ricambio. |          |
| 1949             | USA         | John Presper Eckert e John William Mauchly costruiscono il BINAC per Northrop. |          |
| Maggio 1949      | Regno Unito | L'EDSAC (Electronic Display Storage Automatic Computer), un computer basato sull'architettura di von Neumann, esegue il suo primo programma, calcolando una tavola di quadrati e una lista di numeri primi (ha una velocità di clock di 500 kHz). |          |
| 1949             | Australia   | Lo CSIRAC (Council for Scientific and Industrial Research Automatic Computer) è il primo calcolatore digitale australiano, ed è il quarto calcolatore a programma memorizzato al mondo; il suo primo avvio risale al Novembre 1949, e nel 1950 è il primo calcolatore a riprodurre musica. |          |